# Drajat (Baureno)
Drajat is een bestuurslaag in het regentschap Bojonegoro van de provincie Oost-Java, Indonesië. Drajat telt 2829 inwoners (volkstelling 2010).